# Joseph-Marie-François de Lassone
Joseph-Marie-François de Lassone, noto anche come François de Lassone (o Lassonne) (Carpentras, 3 luglio 1717 – Parigi, 10 dicembre 1788), è stato un medico e chimico francese. Primo medico del re Luigi XVI, fu anche medico delle regine Maria Leszczyńska e Maria Antonietta.

## Biografia
Joseph-Marie-François de Lassone era figlio di Antoine Joachim de Lassone, medico personale del re nel Contado Venassino, e Marguerite de Bagnole. Il padre lasciò Carpentras per dare al figlio la migliore educazione. Accettò quindi di recarsi nella capitale per adempiere alle funzioni di medico ordinario del re. Lo fece sottoporre a solidi studi sotto la direzione del famoso chirurgo Morand, presso l'Hôpital de la Charité. Nel 1738, vinse un premio dell'Accademia nazionale di chirurgia per il suo lavoro sul cancro al seno. Ottenne una cattedra alla facoltà di medicina di Parigi e fu ammesso all'Accademia delle scienze come assistente anatomista l'8 febbraio 1742, poi come anatomista associato il 25 febbraio 1748, e come veterano residente il 23 febbraio 1759. Nel 1747, sposò Jeanne Denise Ledoux. Nel 1751, divenne medico personale della regina Maria Leszczyńska e poi, intorno al 1771, quello di Maria Antonietta. Nel 1780, sostituì Joseph Lieutaud come primo medico di Luigi XVI. Nel 1771, fu lui a preparare la CO2 chimica. Nel 1776, insieme a Félix Vicq d'Azyr, fondò la Società reale di medicina. In quel periodo, effettuò anche esperimenti chimici con lo zinco tartarico, il verderame riscaldato e l'accensione spontanea del fosforo nel 1780. Il suo allievo era Claude-Melchior Cornette.

## Opere e pubblicazioni
Ha pubblicato un gran numero di memorie relative alla medicina e alla chimica nelle collezioni dell'Accademia delle scienze, dell'Accademia di chirurgia e della Società reale di medicina.
- Rapport des inoculations faites dans la famille royale, au château de Marli. Lû à l'Académie royale des sciences, le 20 juillet 1774, tipografia reale, Parigi, 1774;
- Méthode éprouvée pour le traitement de la rage, tipografia reale, Parigi, 1776.